# Anolis saxatilis
Anolis ricordii (блідий кремезний аноліс) — вид ігуаноподібних ящірок родини анолісових (Dactyloidae). Ендемік острова Гаїті.

## Підвиди
Виділяють два підвиди:
- Anolis saxatilis saxatilis Williams, 1963;
- Anolis saxatilis lapidosus Schwartz, 1980.

## Поширення і екологія
Бліді кремезні аноліси мешкають на півдні центрального Гаїті, зокрема на рівнині Кюль-де-Сак. Вони живуть в сухих, напівпустельних акацієвих і кактусових заростях та на відкритих рівнинах, на висоті до 458 м над рівнем моря.